# Einar Ljunggren

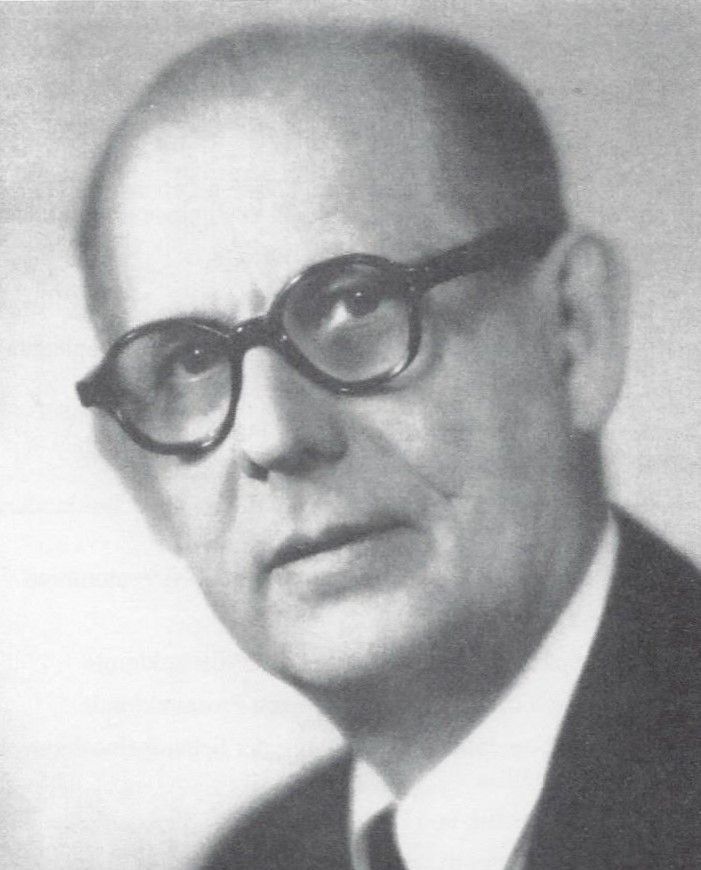
Einar Ljunggren

Einar Jordan Carlsson Ljunggren, född den 16 juni 1896 i Trelleborg, död den 10 augusti 1986 i Göteborg, var en svensk läkare. Han var son till Carl August Ljunggren och dotterson till Axel Key. 

## Lever
Ljunggren blev medicine licentiat i Stockholm 1922, medicine doktor 1930, docent i kirurgi vid Karolinska institutet 1932–1937, underläkare vid Ersta sjukhus 1923–1927, Maria sjukhus 1928–1933, tillförordnad överläkare vid kirurgiska avdelningen vid Sundsvalls lasarett 1933–1936, överläkare vid Sollefteå lasarett 1936–1945, vid kirurgiska kliniken I  vid Sahlgrenska sjukhuset 1945–1962 och professor i kirurgi vid Göteborgs universitet (Carlanderska sjukhemmet) 1952–1962. 1959 ledde han den Nordvästtyska Kirurgföreningens 83:e kongress i Göteborg. Ljunggren utgav ett stort antal arbeten, huvudsakligen rörande den urologiska kirurgin, samt memoarerna En kirurg ser tillbaka (1968).
Ljunggren var ledamot av flera vetenskapliga sällskap för kirurgi och urologi. Han var ledamot av Deutsche Gesellschaft für Chirurgie, av Société Internationale de Chirurgie, Société Internationale d'Urologie, korresponderande ledamot av Società italiana de Urologia, av Association française d'Urologie, av Societé belge d'Urologie, av Österreichische Gesellschaft für Urologie, hedersledamot av Deutsche Gesellschaft für Urologie och av British Association of Urological Surgeons. Han blev ledamot av Vetenskaps- och Vitterhetssamhället i Göteborg 1958.

## Fotnoter
1. ↑  Wolfgang Teichmann, Christoph Eggers, Heinz-Jürgen Schröder (Eds.): 100 Jahre Vereinigung Nordwestdeutscher Chirurgen. Hamburg 2009, S. 199